# Communauté du Chemin Neuf
 (novembre 2024).
Ne doit pas être confondu avec Montée du Chemin-Neuf ou Chemin néocatéchuménal.
Pour les articles homonymes, voir Chemin (homonymie) et CCN.
La communauté du Chemin Neuf (CCN) est une communauté catholique à vocation œcuménique. Née d'un groupe de prière charismatique en 1973, elle compte près de deux mille deux cents membres permanents dans vingt-six pays, et douze mille personnes au service des missions de la communauté. Son principal fondateur, et responsable de 1973 à 2016, est le père jésuite Laurent Fabre. Depuis 2016, le père François Michon est responsable de la communauté.
Le Chemin Neuf tire son nom du premier lieu de réunion situé 49, montée du Chemin-Neuf à Lyon. Issue du renouveau charismatique, la communauté se revendique également d'une spiritualité ignatienne. Elle rassemble des prêtres, des laïcs engagés au célibat (hommes et femmes) ainsi que des célibataires non engagés et des couples avec ou sans enfants. La communauté oriente son action autour du principe d’unité : unité des chrétiens (œcuménisme), unité des hommes, unité des couples et des familles et unité de la personne elle-même.

## Historique

### Le contexte
Le pentecôtisme, nouvelle branche du christianisme insistant sur l'accueil de l'Esprit-Saint, se développe aux États-Unis à partir de 1900 (à Topeka puis Los Angeles). Ses manifestations spectaculaires (parler en langues, prophétie, guérisons, etc.) provoquent assez rapidement des réactions de rejet de la part des autres églises (protestantes ou catholiques). Ce n'est que dans les années 1960 que les églises protestantes traditionnelles (évangéliques, méthodiste, épiscopalienne) commencent à intégrer ces nouvelles pratiques spirituelles dans leur prière.
En 1967, des étudiants catholiques de l'université Duquesne, à Pittsburgh, durant un week-end d'étude biblique, reçoivent le baptême dans l'Esprit-Saint. À la suite de cette expérience, des groupes de prière et des communautés commencent à essaimer dans l'Église catholique, aux États-Unis puis dans le reste du monde.

### Les débuts
En 1971, le jésuite Laurent Fabre, alors séminariste, rencontre au Scolasticat jésuite situé à l’époque sur la colline de Fourvière à Lyon un étudiant jésuite américain, Mike Cawdrey, qui connaît le renouveau charismatique américain. Celui-ci le convainc, ainsi que Bertrand Lepesant (plus tard fondateur de la communauté du Puits de Jacob), de prendre deux jours de prière pour demander l'Esprit-Saint au Touvet. Deux jeunes protestants américains, arrivant de Taizé et partant en pèlerinage à Jérusalem, sont également invités. Lors de ce week-end, les deux Français reçoivent le baptême dans le Saint-Esprit. À la suite de cette expérience, ils fondent un groupe de prière charismatique situé montée du Chemin-Neuf.
À l'été 1973, Laurent Fabre, accompagné d'un autre jésuite français, Bertrand Lepesant, futur fondateur du Puits de Jacob, part aux États-Unis rencontrer les charismatiques américains. À leur retour, ils organisent un week-end où viennent une soixantaine de personnes ; sept d'entre elles (célibataires, quatre hommes et trois femmes, entre vingt-trois et trente-deux ans) dont Laurent Fabre décident de fonder une communauté de vie. Aux débuts partisans d'un nom qui soit tiré de la Bible, les membres de la nouvelle fondation prennent rapidement conscience qu'aux yeux de leurs visiteurs, en raison de leur implantation géographique, ils sont « le Chemin Neuf », d'où le nom de la communauté. Rapidement, des couples rejoignent cette communauté, qui ajoute à la mixité hommes-femmes la mixité entre couples et célibataires consacrés,. Outre Laurent Fabre, jésuite, cette première communauté compte aussi une postulante carmélite, Jacqueline Coutellier, qui s'est depuis engagée à vie au Chemin Neuf.
En septembre 1978, le Chemin Neuf compte une trentaine d'adultes, vivant en maisons individuelles ou dans les trois maisons communautaires de l'époque (deux à Lyon et une dans le Beaujolais) ; une vingtaine d'enfants vivent la communauté sans en faire partie.

### Le développement

Premier logo de la communauté, officiellement remplacé par le nouveau (voir plus haut) au chapitre général de 2009.

En 1980, un cycle de formation théologique, biblique et communautaire (d'une durée de trois mois) est créé dans la maison des Pothières (dans la commune d'Anse) ; il dure encore trente ans plus tard et a été divisé entre trois lieux (un en France, un en Espagne et un en Côte d'Ivoire) à cause de son succès. En 1980 également est lancée la première session pour couples (session Cana), qui est en 2016 la session la plus populaire du Chemin Neuf. En septembre 1982, le Chemin Neuf compte cent quarante adultes environ.
Au début des années 1980, la Communauté quitte son ancrage uniquement lyonnais, en se voyant confier une partie du Cénacle de Tigery et la maison des étudiants située rue Madame dans le 6e arrondissement de Paris. D'autre part, elle s'ouvre à l'international, en accueillant ses premiers membres non français (polonais, allemand et malgache) et en s'implantant au Congo-Brazzaville.
Le cardinal Albert Decourtray, archevêque de Lyon, est particulièrement enthousiasmé par la présence de la Communauté dans son diocèse : « le nombre de conversions m’impressionne » ; à cette date, le Chemin Neuf compte environ deux cent cinquante engagés dont vingt-deux à vie ; par ailleurs, à cette date, cinq prêtres et deux diacres ont déjà été ordonnés, et dix séminaristes sont en formation. Avec Jean-Marc Viollet, pasteur de l'Église réformée de France, Mgr Decourtray reçoit, le dimanche de Pâques 1986, dans la primatiale Saint-Jean, dix-neuf engagements à vie dans la Communauté, dont ceux de cinq couples et ceux de trois membres protestants,.
L'archevêque confie un certain nombre de missions au Chemin Neuf, en particulier en ce qui concerne la communication. Emmanuel Payen, curé de La Duchère, fonde ainsi, en coopération avec lui, en 1982 Radio-Fourvière, qui devient rapidement RCF. Un autre membre du Chemin Neuf, Vincent de Crouy-Chanel, en devient également directeur par la suite. Dominique Ferry est pour sa part de 1989 à 1992 attaché de presse du cardinal. Cette emprise du Chemin Neuf sur la vie du diocèse est parfois critiquée, mais l'archevêque répond que les charismatiques sont les seuls disponibles pour certaines missions, notamment l'aumônerie de l’hôpital Pierre Garraud à laquelle dix personnes se consacrent.
En 1992 est créé le corps apostolique de la Communion du Chemin Neuf, l'Institut du Chemin Neuf, qui rassemble des personnes souhaitant vivre la spiritualité de la Communauté sans en prendre tous les engagements.

### La structuration canonique et l'internationalisation
À partir de 1995, la Communauté est trop nombreuse pour que les décisions continuent à être prises au suffrage universel. La décision est prise d'organiser un chapitre tous les sept ans (1995, 2002, 2009, 2016), dont les soixante-douze membres sont élus par l'ensemble de la communauté.
Une chorale internationale est créée en 1996 pour préparer les journées mondiales de la jeunesse de Paris d'août 1997 : elle donne notamment des concerts en 2000 sur la Piazza di Spagna et sur le podium du pape au rassemblement final des journées mondiale de la jeunesse de Rome (sur le site de la future Université de Rome « Tor Vergata »),, ainsi que de 2001 à 2003 dans la cathédrale de Chartres.
En l'an 2000, à l'occasion des journées mondiales de la jeunesse, est créé le réseau Net for God, réseau de prière et de formation pour l'unité des chrétiens et la paix dans le monde, qui rassemble tous les sympathisants du Chemin Neuf et s'inspire de la vision du “monastère invisible” développée en 1944 par Paul Couturier. L'enseignement vidéo qui est transmis chaque mois par ce réseau s'étend rapidement : en 2011, la vidéo est envoyée dans plus de mille « points Net » répartis dans 80 pays du monde, et traduite en vingt-six langues. En 2002, lors du deuxième chapitre de la communauté, il est décidé que tous les engagements dans la communauté ou aux différentes missions de la communauté se feront « au sein de la fraternité œcuménique internationale Net for God ».
Cette même année, le père Jérôme Dupré La Tour, prêtre du diocèse de Lyon, présente aux membres du conseil presbytéral un rapport sur les statuts canoniques des communautés de l'Emmanuel et du Chemin Neuf. Ses propos sont critiques, malgré le statut particulier du Chemin Neuf (association publique de fidèles, qui autorise une plus grande ingérence de l'évêque du lieu) : à son estime, la dénomination utilisée par les autorités civiles (« congrégation ») ne recouvre pas la définition canonique de ce terme, ce qui autorise un flou, notamment en ce qui concerne l'autorité. Comme le rappelle le prêtre canoniste Michel Dortel-Claudot, ces critiques sont reproductibles pour l'ensemble des communautés nouvelles : « la législation canonique de 1983, en l’état actuel, n’est pas adaptée aux Communautés nouvelles. Leur offrir le cadre « Association de fidèles » est une cotte mal taillée », ce cadre n’ayant pas été pensé pour un groupe dont le projet saisissait toute la vie concrète d’une personne.
En 2005, à l'occasion des journées mondiales de la jeunesse de Cologne, une fraternité de jeunes est créée, avec un lien fort avec la communauté ; cette fraternité prend le nom de « Jeunes du Chemin Neuf ». Cette structure se fait connaître dans les années 2010, notamment par la création de vidéos humoristiques ou parodiques annonçant la foi chrétienne ou des évènements particuliers. Ainsi, en 2012, une parodie de Gangnam Style est diffusée sur Youtube et regardée plus d'un million de fois : « Catho style »,. En 2016, une vidéo réalisée par les jeunes du Chemin Neuf se veut une réponse à la chanson Sorry de Justin Bieber.
Cette médiatisation se veut également une manière de répondre aux critiques d'une mauvaise communication de l'Église catholique, en choisissant de « sortir de ses murs, […] aller vers les jeunes, […] utiliser les médias ». Ce passage par les réseaux sociaux est aussi une continuation de la présence du Chemin Neuf dans les médias depuis les années 1980. En 2014, le Chemin Neuf crée une « Fraternité politique » rassemblant des jeunes chrétiens (18 à 35 ans) qui cherchent à s'engager en politique, sans distinction de parti ou de sensibilité. En 2016, cette fraternité rassemble une cinquantaine de jeunes adultes dans dix pays. Des sujets comme l'encyclique Fratelli tutti, la crise migratoire ou la culture sont abordés, dans un respect des différences politiques des autres membres,.
Au cours des années 2000, les demandes d'évêques ou de communautés amènent la communauté du Chemin Neuf à s'installer en moyenne dans un nouveau pays chaque année. En 2016, les membres en mission en France ne rassemblent plus qu'environ quarante pour cent des communautaires du Chemin Neuf ; les pays où la croissance du nombre de membres est la plus forte sont l'Europe centrale, le Brésil et l'Afrique.

### Le changement de responsable et l'enracinement dans les lieux déjà créés
Au chapitre de 2016, Laurent Fabre fait le choix explicite de refuser d'être réélu, principalement pour raisons d'âge. Le chapitre élit son successeur, François Michon. Durant la décennie 2010-2020, le nombre de fondations diminue et le Chemin Neuf choisit de favoriser l'enracinement dans les lieux où une présence est déjà notable. En particulier, l'encyclique Laudato si' du pape François y est reçue non seulement dans un sens de travail écologique, mais aussi d'écosystème humain et spirituel, qui conforte la communauté dans sa vocation d'unité et de diversité des états de vie.
Cet enracinement est également favorisé par le type de lieux habités par la communauté, et en particulier par les nombreux monastères — abbayes, carmels ou chartreuse — qui sont confiés durant cette période au Chemin Neuf. En effet, les religieux qui quittent leur monastère laissent la plupart du temps un héritage non seulement matériel (bâtiments, équipement) mais aussi spirituel, en ce qui concerne la liturgie ou même le silence.
En 2020, la pandémie de Covid-19 impose des confinements dans la plupart des pays où le Chemin Neuf est présent. La communauté met en place des structures de partage et de prière via Internet, avec notamment la création du site Directs Chemin Neuf,.

## Un mouvement controversé
En mai 1996 paraît le livre Les Naufragés de l'esprit, très critique envers de nombreuses communautés charismatiques, dont le Chemin neuf auquel est consacré quatre chapitres. Un proche de la communauté, Thierry Baffoy, y dénonce des pratiques sectaires, telles que le lavage de cerveau et le prosélytisme,. En réaction, la communauté introduit un référé qui est rejeté par le tribunal civil de Paris le 20 mai 1996 qui se déclare incompétent. La communauté conteste la fascination alléguée par Thierry Baffoy de Laurent Fabre pour le pasteur sud-coréen Yonggi Cho et son déplacement dans son pays natal pour le rencontrer. Henri Tincq dans Le Monde estime que les critiques sont peu appropriées concernant « … le Chemin neuf, réputé la communauté la plus sage, reconnue par l'État avec le statut de congrégation et par l'Église… ». Jean Balland, alors archevêque de Lyon, affirme[Quand ?] que « là où [la communauté] est implantée, elle accepte les conseils et orientations des évêques et se met au service de tous sans distinction ni prosélytisme ».
En 1998, un ouvrage publié par le Centre contre les manipulations mentales, Le Dico des sectes, mentionne, entre autres communautés nouvelles, le Chemin Neuf.
En juillet 2021, le rapport d'activité 2018-2020 de la Mission interministérielle de vigilance et de lutte contre les dérives sectaires (Miviludes) note que « la Communauté du Chemin neuf continue de susciter des interrogations (15 saisines sur les trois dernières années). » Bien que la communauté « semble très riche » (en 2015, un profit annuel de 3 167 193 euros, pour un actif total de 28 778 421 euros) les personnes qui « travaillent bénévolement pour elle, sont mal nourries, voire mal logées parfois. » Selon le rapport, « les communications des adeptes avec l’extérieur sont très réduites […]. L’objectif final est d’attirer toujours plus d’adeptes et d’agrandir la communauté. » En conclusion, la Miviludes « recommande une certaine prudence à l’égard de cette communauté pour des personnes qui seraient fragilisées » et renvoie à la page que lui consacre l'Avref.

## Missions

### Missions tout au long de l'année confiées par l'Église locale
Les évêques sollicitent le Chemin Neuf en particulier pour animer des paroisses. Le premier à l'avoir fait, dès 1978, est Mgr Etchegaray, à l'époque archevêque de Marseille, qui confie à la communauté la paroisse Saint-Roch de Mazargues. En 2017, dix-huit paroisses catholiques sont ainsi confiées à des équipes du Chemin Neuf. La Communauté, outre les services paroissiaux « classiques », a été le premier lieu en France d'expérimentation du parcours Alpha.
Plusieurs foyers d'étudiants ont été confiés au Chemin Neuf par des paroisses, diocèses, organisations ecclésiales ou construits par la Communauté (en Afrique essentiellement dans ce dernier cas),.
Les évêques de plusieurs lieux emblématiques de la foi chrétienne ont également demandé à la Communauté, sans lui confier la charge de l'édifice, de chanter quotidiennement des offices liturgiques, en particulier les vêpres, comme dans la cathédrale Notre-Dame de Chartres, dans la primatiale Saint-Jean de Lyon ou dans la Basilique de l'Ecce homo à Jérusalem.

### Exercices selon Saint Ignace
La Communauté du Chemin Neuf étant de tradition ignatienne, les sessions qu'elle propose sont majoritairement inspirées des exercices spirituels tels qu'ils peuvent être donnés par les jésuites, adaptés notamment en intégrant des aspects propres à la spiritualité du Renouveau charismatique. La Communauté organise chaque année environ une trentaine de retraites d'une semaine d'exercices spirituels, ainsi que deux retraites d'un mois, conseillées en particulier avant toute décision d'engagement définitif. Il est fréquent que des séminaristes diocésains viennent suivre collectivement ces derniers avant leur ordination diaconale.

### Animation de retraites et sessions adaptées à des situations particulières

#### Sessions Cana

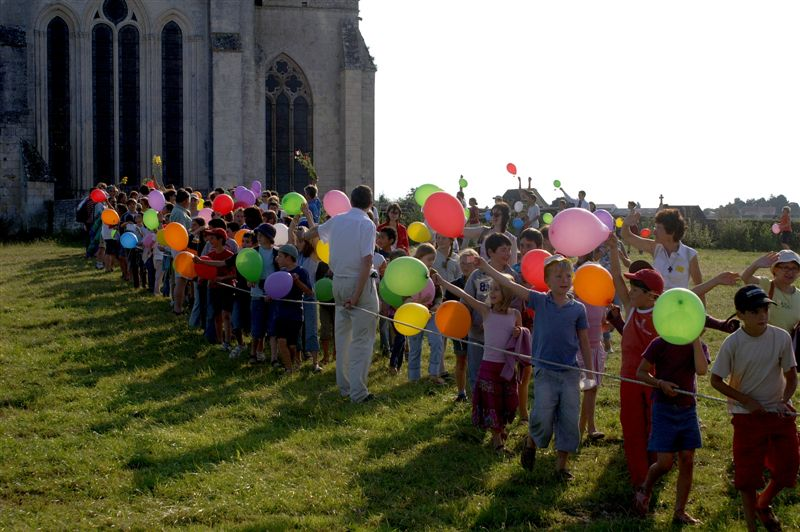
Enfants durant une session Cana à l'abbaye de Sablonceaux.

Une première expérience de session organisée pour les couples voit le jour en 1979, à la demande d'un couple Équipes Notre-Dame. Constatant la très forte demande, la Communauté du Chemin Neuf lance en 1980 la mission « Cana » (dont le nom est inspiré du lieu du premier miracle de Jésus, lors d'un mariage à Cana). C'est une mission auprès des couples et des familles (enfants compris, des temps spécifiques de loisirs et de vie communautaire étant proposés à ces derniers). Plus encore que les autres missions du Chemin Neuf, celle-ci est placée sous le signe de l'unité et de la réconciliation. De 1980 à 2007, près de vingt mille couples ont ainsi participé à une session Cana. Pour Paul Destable, secrétaire général adjoint de la Conférence des évêques de France, la mission Cana est un exemple illustrant « le dynamisme des communautés de laïcs ».
Constatant les très nombreux besoins en matière conjugale, la mission Cana s'est élargie. À la session initiale proposée aux couples, se sont ajoutés « Cana couples et familles », avec notamment depuis 2006 une insistance sur l'évangélisation des enfants et leur participation à la vie familiale ; « Cana fiancés » pour les couples en début de cheminement, préparation au mariage, fiançailles ; « Cana Espérance » pour les personnes divorcées ou séparées non engagées dans une nouvelle union ; enfin « Cana Samarie » pour les personnes divorcées et remariées. Ces dernières sessions sont souvent axées sur la question de la position officielle de l'Église (en particulier l'Église catholique) vis-à-vis des sacrements, et des évêques y sont souvent présents.
La mission Cana s'est également dotée de l'outil Elle et Lui, développé par le parcours Alpha et spécifique aux couples. Elle le propose dans les paroisses ainsi que dans certains lieux particuliers.
Dans le cadre géographique des deux îles de La Réunion et de Maurice, Valérie Perretant-Aubourg note que les sessions Cana sont le lieu d'un brassage socioculturel particulièrement important, rassemblant aussi bien des médecins ou des instituteurs que des ouvriers du bâtiment illettrés.

#### Mission auprès des jeunes

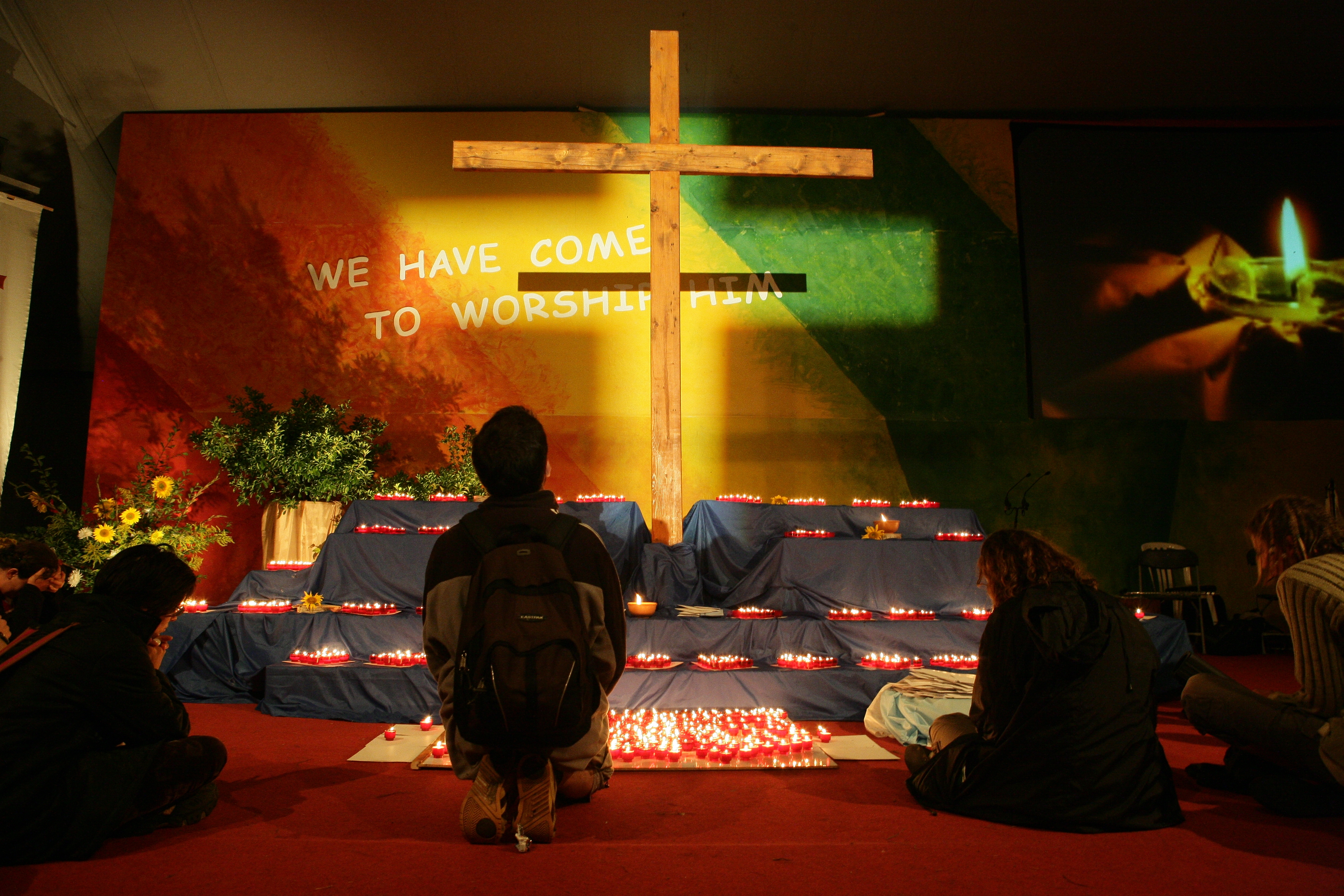
Veillée de prière et de réconciliation durant le rassemblement de Volkenroda en 2005, organisé par le Chemin Neuf à l'occasion des Journées mondiales de la Jeunesse de Cologne.

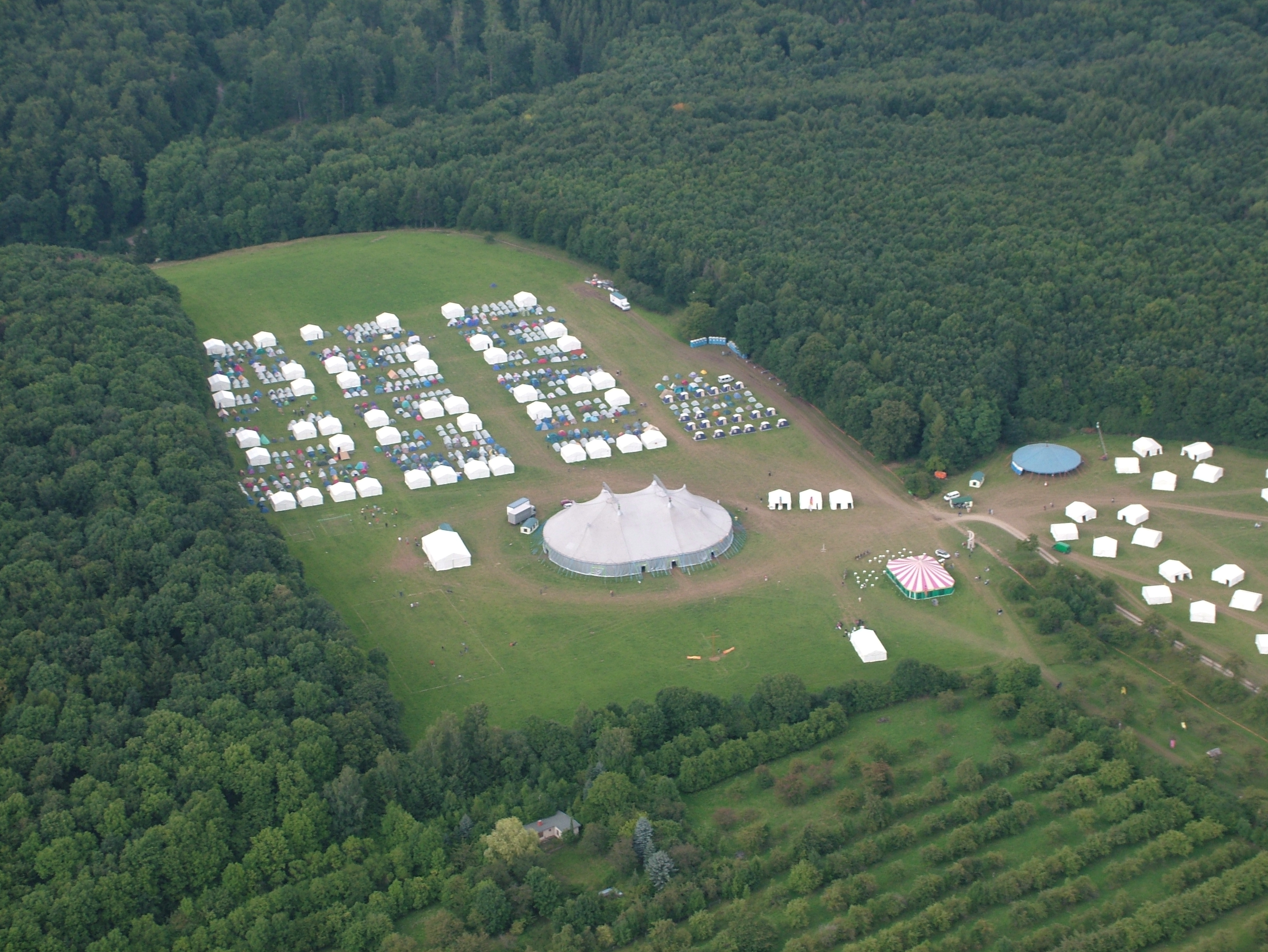
Vue générale du lieu de rassemblement à Volkenroda en 2005.

Au début des années 1980 s'est lancée une mission active auprès des jeunes de 18 à 30 ans, qui s'est renforcée avec le lancement par Jean-Paul II des Journées mondiales de la jeunesse en 1985. Cette mission a crû régulièrement, notamment avec le lancement de foyers d'étudiants dans les grandes villes de France et d'ailleurs (voir Lieux de mission de la Communauté du Chemin Neuf).
À partir de 1986, un festival rassemblant plusieurs centaines de jeunes est organisé à l'abbaye de Sablonceaux ; y participent notamment certains artistes engagés dans une « Fraternité création », donnant des spectacles ouverts aux participants, mais aussi aux habitants de la région et aux touristes.
Arrivé à l'abbaye d'Hautecombe, le Chemin Neuf perçoit le potentiel du site pour l'organisation de rassemblements plus ambitieux. Le premier rassemblement européen, en 1993, voit l'inscription de mille participants, nombre qui monte à deux mille (de trente nationalités, avec une prédominance des Européens de l'Est) en 1996. Lors de ces rassemblements, la journée est partagée en deux, avec une matinée consacrée aux enseignements et témoignages, et une après-midi ouverte sur des temps d'ateliers et de forums. Un accent particulièrement fort est mis sur l'unité et la réconciliation.
Ces rassemblements savoyards, à l'occasion d'évènements particuliers, sont déplacés dans d'autres lieux. C'est en particulier le cas les années de Journées mondiales de la jeunesse ; les jeunes, généralement beaucoup plus nombreux (environ cinq mille), sont ainsi accueillis à Pérouse (Ombrie) en l'an 2000, à Volkenroda (Thuringe) en 2005, à Guadarrama (Communauté de Madrid) en 2011, à Łódź en 2016. À d'autres occasions (jubilé de la Famille ignatienne à Lourdes en 2006), ce rassemblement peut être également déplacé en un lieu particulier.
À partir de l'été 2012, le rassemblement estival d'Hautecombe est transformé, prenant le nom de « Welcome to paradise »,.
La mission auprès des adolescents de 14 à 18 ans a été lancée également dans les années 1980. À ses débuts, elle est axée sur l'évangélisation seule,.
Par la suite, un festival visant à rassembler ces jeunes est mise en place à l'abbaye de Sablonceaux en Charente-Maritime. Il a maintenant lieu pendant deux semaines tous les étés et rassemble plus de 300 jeunes de 14 à 18 ans. Le programme de ce festival a pour but de former les jeunes à la prière, au vivre ensemble tout en s'amusant (activités culturelles et sportives, création d'un spectacle d'évangélisation…).
Elle s'ouvre depuis sur l'humanitaire (participation à des missions d'été de six à huit semaines, généralement en Afrique). Elle est présente en France et dans la plupart des lieux de mission de la communauté.
La mission auprès des enfants de 8 à 13 ans est beaucoup plus récente (les débuts se font vers 2007-2010). Elle a été développée au Brésil par l'Église catholique, inquiète de la défection de nombreux fidèles. Elle est pour l'instant limitée à quelques week-ends par an en France et au Brésil, en particulier dans les paroisses en vue de dynamiser les groupes de catéchisme.

### Mission humanitaire
La communauté du Chemin Neuf est présente en Afrique depuis les années 1980. Un certain nombre de ses actions sur ce continent ont une dimension humanitaire.

#### Travail dans les hôpitaux
Le tout premier contact du Chemin Neuf avec le monde hospitalier est une mission d'aumônerie à l’hôpital Pierre Garraud, dans le quartier lyonnais du Point-du-Jour déjà évoquée ci-dessus,.
Une première mission à caractère véritablement médical est menée de 1994 à 2001, avec le soutien de l'ordre souverain de Malte, dans l'hôpital de Banga-Bola et sa région sanitaire (vingt-cinq dispensaires), au nord de la république démocratique du Congo (province d'Équateur, diocèse de Budjala). En 1997, la guerre oblige tous les Européens à quitter ce lieu.
Depuis 2007, le Chemin Neuf assure une partie de la formation des médecins et infirmiers de l'hôpital de N'Djamena, notamment en ce qui concerne la prévention contre le SIDA,,.

#### Actions auprès des enfants de la rue
Depuis 2004, la Communauté est présente à Kinshasa, où de nombreux enfants sont abandonnés dans la rue, souvent sous l'accusation de sorcellerie. Une mission spéciale, appelée « Ndako Ya Biso », c'est-à-dire « notre maison », a été créée dans la municipalité de Makala. Elle a pour vocation d'accueillir ces enfants, de les héberger, de tenter de les réinsérer dans leurs familles, à l'école, ou à défaut de leur donner une formation technique. Cette action est soutenue et parrainée par SOS Enfants,. En novembre 2021, trois mille enfants ont ainsi bénéficié de cette réinsertion,.
À l'Île Maurice, la même action est menée notamment à Beau-Bassin, notamment avec l'aide financière d'entreprises locales.

#### Action dans l'éducation
Toujours à Kinshasa, le Chemin Neuf a reconstruit et équipé l'école Sainte-Christine, a contribué au recrutement et à la formation de professeurs et développé la formation technique pour les élèves plus âgés,.

#### Programme JET
Pour mener à bien cette action, la communauté a lancé le programme JET (« Jeunes à l'ÉTranger »), qui propose à des jeunes, surtout européens, de partir entre neuf mois et deux ans, en finançant eux-mêmes leur voyage et leur séjour grâce à un système de parrainage. Les pays de mission sont principalement le Brésil, le Burundi, la Côte d'Ivoire, l'Italie, Madagascar, l'Île Maurice, la république démocratique du Congo et le Tchad.

#### Réinsertion de personnes détenues
Par ailleurs, en France, la Communauté a participé à un programme de réinsertion de personnes détenues. En effet, une partie des travaux des maisons qui lui ont été confiées sont à sa charge, qu'elle possède ou non ces maisons. C'est le cas notamment pour l'abbaye d'Hautecombe, où la réfection des toitures a été menée de front par le Chemin-Neuf, la DRAC et le conseil départemental de la Savoie ; dans ce cadre, un partenariat a été mis en place avec le SPIP afin de faire travailler des personnes détenues sur ce chantier,.

#### Participation à la banque alimentaire
Dans les départements où elle est le plus présente (Savoie, Eure-et-Loir, Rhône, Essonne, etc.), la Communauté participe à la banque alimentaire locale,.

### Formation philosophique, théologique, éthique et artistique

#### La fraternité œcuménique internationale Net for God
La communauté propose à tous ses membres et sympathisants une évangélisation à vocation internationale : la Fraternité Œcuménique Internationale (FOI), appelée aussi « Net for God », rassemblant environ 15 000 personnes dans 80 pays autour d'une formation (diffusée par vidéo) et d'une prière commune mensuelles. Comme le nom l'indique, la vocation principale de cette fraternité est l'œcuménisme.

#### Cycles de formation
Il est proposé aux célibataires et aux couples désirant se former (qu'ils soient ou non membres de la communauté) deux formules de formation. La première dure trois mois (« Cycle A ») ou un an (« Cycle C »), dans une des trois maisons dédiées la chartreuse d'Aula Dei près de Saragosse (avant septembre 2012, cette formation avait lieu aux Pothières, maison située à Anse, mais la demande trop importante a fait opter la communauté pour cette nouvelle fondation beaucoup plus vaste) ; plus ponctuellement, ce cycle de trois mois est proposé dans une maison où le besoin s'en fait sentir, notamment dans les pays d'Europe Centrale quand il y a suffisamment de demandes. La seconde proposition (« Cycles Emmaüs » , anciennement « Cycle B ») se déroule sur deux ans à raison de sept week-ends par an, suivant les demandes locales, pour les personnes désirant conserver leur lieu d'habitation et leur activité professionnelle.

#### Formation universitaire
Le Chemin Neuf, étant de tradition jésuite, insiste sur la formation (philosophique, théologique, biblique, canonique, etc.) de ses membres : non seulement les futurs prêtres ou pasteurs, mais aussi de nombreuses sœurs consacrées ainsi que des couples.
Cette formation s'est faite de 1980 à 2004 à l'Institut d'études théologiques de Bruxelles (jésuite).
Depuis 2001, avec l'ouverture d'une maison à Chartres, la formation en philosophie s'y effectue, en lien avec le Centre Sèvres des jésuites à Paris.
Depuis 2007, un second centre d'étude de la philosophie a été ouvert en république démocratique du Congo en collaboration avec l'université jésuite de Kinshasa.
Depuis 2001 et la cession de l'abbaye Notre-Dame-des-Dombes à la communauté, la formation en théologie y a lieu, en lien avec l'université catholique de Lyon.

#### Formation éthique et artistique

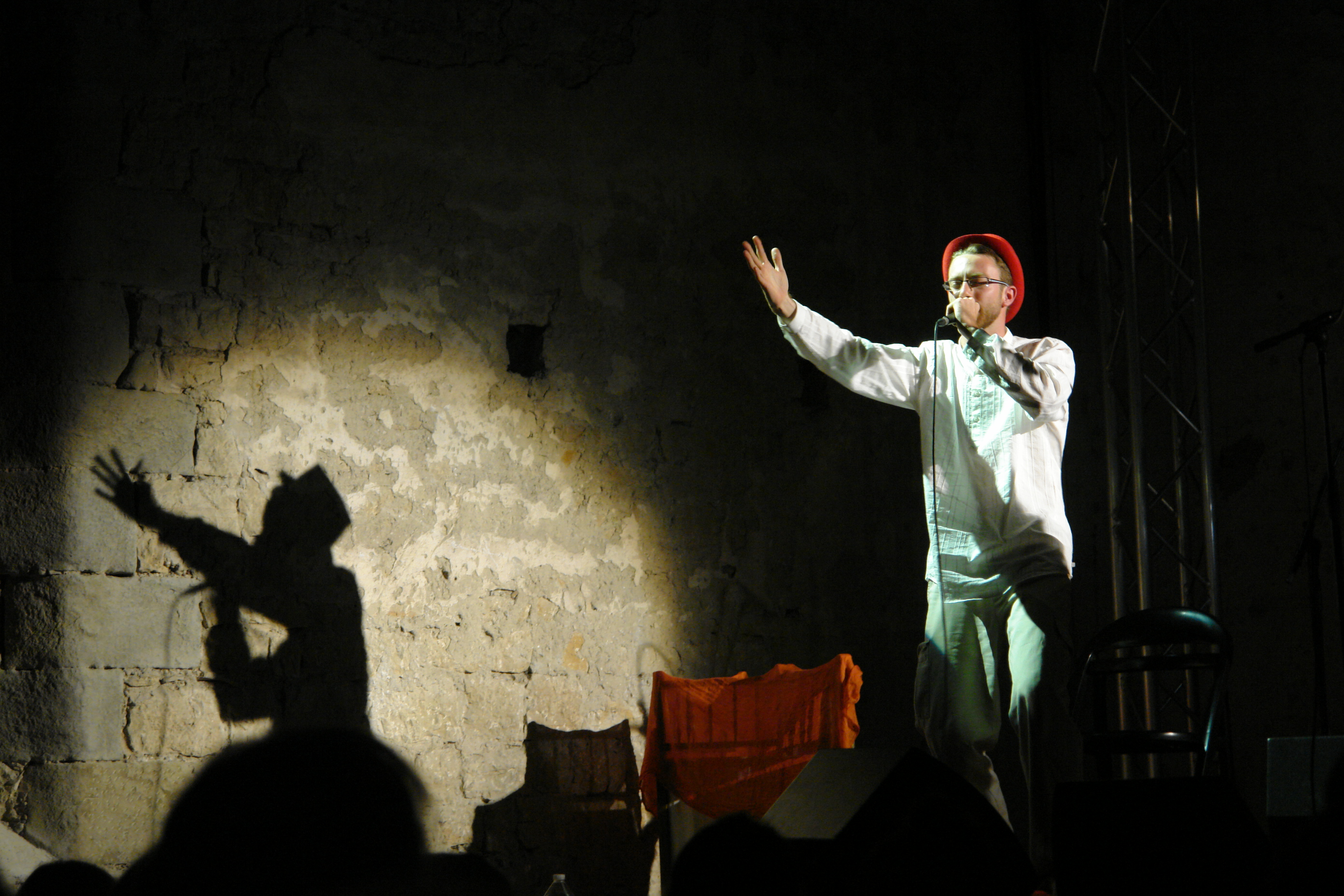
Spectacle d'évangélisation aux « Nuits d'Hautecombe » en 2008.

Depuis 2004, en association avec la fondation suisse Éthique et Art, des formations sont proposées, principalement à Chartres, ayant pour sujets l'architecture ou les vitraux de la cathédrale, la musique classique, la danse, […] en vue d'une réflexion éthique sur l'économie.
Ce sont également cette fondation et la Communauté du Chemin Neuf qui proposent chaque année depuis 2008 une université d'été, dont une des caractéristiques est de mettre en avant un travail commun de différentes églises chrétiennes. Elle a d'ailleurs reçu le label Œcumenica de la conférence œcuménique suisse.

## Orientation œcuménique
Bien que comptant une grande majorité catholique parmi ses membres, le Chemin Neuf compte plusieurs membres d'autres Églises et confessions. Ces membres le sont tous à part entière, avec pleine possibilité d'exercer les droits de vote pour les décisions importantes et d'être élu, aussi bien pour le chapitre que pour le conseil de Communauté, ainsi que d'être nommé pour la responsabilité d'une mission communautaire. Selon certains chrétiens notamment protestants, le Chemin Neuf a un rôle à jouer pour promouvoir l'œcuménisme, particulièrement en milieu francophone.
À partir de 2015, la communauté est appelée par Justin Welby, archevêque de Cantorbéry pour fonder au sein de Lambeth Palace, à Londres, la fraternité Saint-Anselm, un projet permettant à des jeunes adultes de passer une année d’études, de service et de prière dans le lieu central de la communion anglicane,. Le succès de cette mission entraîne la création en 2022 d'une fraternité comparable, nommée « At the crossing », à la cathédrale Saint-Jean-le-Théologien de New York. Cette dernière initiative reçoit notamment le soutien de Justin Welby et du pape François.
Le Chemin Neuf est fortement en lien avec le centre chrétien de Gagnières, dans le Gard, centre œcuménique fondé par des protestants en 1971. Le Chemin Neuf est membre du conseil d'administration de ce centre, et participe aux conventions charismatiques interconfessionnelles annuelles qui y ont lieu depuis 1968 à l'initiative du pasteur gallois Thomas Roberts (1902-1983). En particulier, la communauté s'est fortement impliquée dans les rassemblements de Strasbourg en 1982 et de Paris (au stade Charléty) en 1998.

### Relations avec les autres communautés catholiques
Valérie Perretant-Aubourg note qu'à l'île de la Réunion, le Chemin Neuf a favorisé l'implantation d'autres communautés charismatiques, en particulier les Béatitudes et la Famille Marie-Jeunesse.

## Statut
La communauté comprend et accueille des laïcs et des religieux et religieuses de toutes confessions chrétiennes : catholiques dont des maronites, anglicans, protestants réformés, luthériens ou évangéliques, orthodoxes, coptes, etc.

### Statuts canoniques
La communauté du Chemin Neuf a été reconnue en 1973 par le cardinal Renard, puis elle a été érigée le 20 avril 1984 comme Association publique de fidèles de droit diocésain par le cardinal Decourtray, archevêque de Lyon. Ce statut canonique lui permet d'enseigner la doctrine chrétienne au nom de l'Église et de promouvoir le culte public, ce qui intègre officiellement la communauté dans la mission de l’Église de Lyon,.
Rome la reconnaît comme association internationale de fidèles.
Le 24 juin 1992, le cardinal Decourtray érige l'Institut du Chemin Neuf, dont font partie les prêtres et religieux masculins de la Communauté, en institut religieux de droit diocésain. Le 14 septembre 2009, cet Institut a été reconnu de droit pontifical par le cardinal Rodé, préfet de la Congrégation pour les instituts de vie consacrée et les sociétés de vie apostolique. Différents évêques lui ont confié la charge de paroisses, en France et dans le monde. Les prêtres de la communauté ne sont pas automatiquement membres de l'Institut, certains peuvent choisir de rester diocésains. Ainsi, le fondateur et ancien directeur de RCF, le père Emmanuel Payen, est resté prêtre du diocèse de Lyon,.

### Statuts civils
Du point de vue civil, la communauté a été reconnue comme « congrégation religieuse » par décret du ministre de l'Intérieur et de l'aménagement du territoire de la République française en date du 23 juillet 1993 et paru le 30 juillet 1993. Son siège social est situé au 49 montée du Chemin Neuf, 69005 Lyon, France.
Depuis 2006, ses comptes annuels ont reçu une certification comptable et sont consultables sur le Journal officiel en ligne.
Par ailleurs, la fondation d'Hautecombe a été établie en pleine personne morale le 7 août 1826 par Charles-Félix de Savoie. L'abbaye est placée sous le régime juridique d’une fondation de droit sarde. La charte de la Fondation exige que l’abbaye d'Hautecombe et ses biens « soient desservis et administrés par une congrégation religieuse ». Depuis 1992, le supérieur général de l'Institut du Chemin Neuf est le président du conseil de fondation, composé de religieux du Chemin Neuf.

### Organisation
Jusqu'à la première réunion du chapitre de la Communauté, en 1995, c'était l'assemblée de tous les engagés, réunie au moins tous les trois ans, qui élisait le conseil et le responsable. Le passage, devenu nécessaire pour des raisons pratiques, à une assemblée représentative (chapitre) réunie tous les sept ans, s'est accompagné de la refonte du documents des Constitutions. Le berger ainsi que quatre conseillers sont désormais élus par les 72 membres du chapitre, eux-mêmes représentatifs de tous les pays dans lesquels la communauté est présente. Plusieurs personnes extérieures sont systématiquement invitées à venir en tant qu'observateurs à ces chapitres. En 2009, par exemple, le père jésuite Michel Dortel-Claudot et Mgr Philippe Ballot, évêque de Chambéry, ont participé activement au troisième chapitre général de la Communauté. Jusqu'en 2016, c'est toujours Laurent Fabre, principal fondateur de la communauté, qui exerce la charge de berger.
Lors du chapitre de 2016, le père Fabre ayant demandé à démissionner de sa charge, le père François Michon, né en 1966, est élu par le chapitre pour lui succéder en tant que responsable du Chemin Neuf,.

### Couples et célibataires
Les membres de la communauté vivent soit dans des maisons communautaires, soit chez eux, en gardant toujours la possibilité de changer de l'un à l'autre,,. Ce double ancrage communautaire et local permet aux membres du Chemin Neuf de ne pas être en rupture totale avec l'actualité du monde, d'avoir accès à plus de sources médiatiques qu'une communauté monastique. Les célibataires consacrés sont toutefois la plupart du temps encouragés à vivre en maison communautaire, sans que ce soit une règle.
Les couples et familles vivant en maisons communautaires accordent une priorité au noyau familial. Pour cela, un espace strictement réservé à la famille leur est alloué, où la majorité des repas est prise dans le cadre familial. Les enfants sont scolarisés hors de la communauté, dans une école au choix des seuls parents. La mixité entre couples et célibataires au sein de mêmes lieux de mission nécessite cependant de nombreux ajustements et une réflexion de fond ; ainsi, à l'initiative du Chemin Neuf, un colloque est organisé en mars 2016 en Suisse pour tenter de répondre à certaines interrogations. Participent à ce colloque non seulement des membres du Chemin Neuf, mais aussi d'autres communautés catholiques et protestantes, de Grande-Bretagne, d'Allemagne, du Brésil et de Suisse.

### Sociologie
En ce qui concerne la mixité sociale, elle a encore peu fait l'objet d'études. À La Réunion ainsi qu'à l'île Maurice, Valérie Perretan-Aubourg note que lors d'une première phase, le recrutement touchait plus, d'une part, les couches moyennes et supérieures de la population ; d'autre part, les couples mixtes (franco-mauricien, métropolitain-créole). Au cours des années 2000, quoique le Chemin Neuf compte toujours une surreprésentation des enseignants, ce particularisme social s'atténue ; la communauté touche en effet de plus en plus les couches populaires, ce qui en fait une exception dans le milieu réunionnais assez cloisonné. Par ailleurs, à l'inverse de nombreuses autres institutions, le Chemin Neuf valorise l'expression en créole réunionnais ainsi que la culture locale.
Les membres du Chemin Neuf ne portent pas d'habit monastique particulier ; cependant, ils sont généralement habillés de vêtements beiges (ou marron) et blancs, et portent une croix de bois, faite en Côte d'Ivoire, autour du cou. Durant les temps liturgiques (offices et eucharistie), les membres de la Communauté revêtent une aube.

## La communauté dans le monde
En décembre 2019, la communauté du Chemin Neuf compte 2 200 membres, dont 1 800 sont des personnes mariées (900 couples) et 400 religieux (180 hommes et 220 femmes). En 2015, 316 membres (110 femmes, 98 hommes et 54 couples) sont engagés à vie. Elle est présente (ce qui signifie l'habitation permanente dans un lieu de mission, quel qu'il soit) dans vingt-six pays.
L'Institut du Chemin Neuf compte pour sa part 173 religieux en 2022, dont 113 prêtres.
Les lieux de mission de la Communauté sont de trois types : paroisse confiée par l'évêque du lieu, et au service de laquelle la Communauté se met, pour assurer les eucharisties et les offices liturgiques, mais aussi les différents services paroissiaux ; foyer d'étudiants ou de jeunes travailleurs ; enfin maison d'accueil spirituel ou abbaye. Ces maisons, suivant les cas et le type de bâtiment, sont vendues à la Communauté (Tigery, les Pothières, montée du Chemin-Neuf, etc.) par son précédent occupant ; données, souvent par une communauté religieuse (abbaye Notre-Dame-des-Dombes, abbaye de Tuchoměřice, etc.) mais parfois aussi par une famille (maison forte de Montagnieu) ; prêtées par commodat pour une durée variable ; dans la grande majorité des cas, confiées par l'évêque du lieu pour assurer une mission d'accueil spirituel (abbaye d'Hautecombe, abbaye Notre-Dame de Sablonceaux, abbaye Saint-Paul d'Oosterhout, etc.) ou par le propriétaire des lieux pour une mission plus particulière (Clos Notre-Dame à Livry-sur-Seine, Centre Œcuménique et Artistique de Chartres, etc.).
Dans tous les cas de figure, la communauté du Chemin Neuf est le principal maître d'ouvrage de la majorité des travaux à effectuer sur les lieux de mission qu'elle se voit confier. Ces travaux représentent une charge financière d'autant plus lourde que la plupart des maisons sont classées en établissements recevant du public. Ses propres productions et les dons lui permettent de financer une partie de ces travaux, mais l'aide des pouvoirs publics (intervenant la plupart du temps au titre du classement ou de l'inscription du site aux Monuments historiques) est parfois nécessaire. À titre d'exemple, entre 1992 et 2005, le coût estimé des travaux menés par la communauté dans la seule abbaye d'Hautecombe était d'un million d'euros.

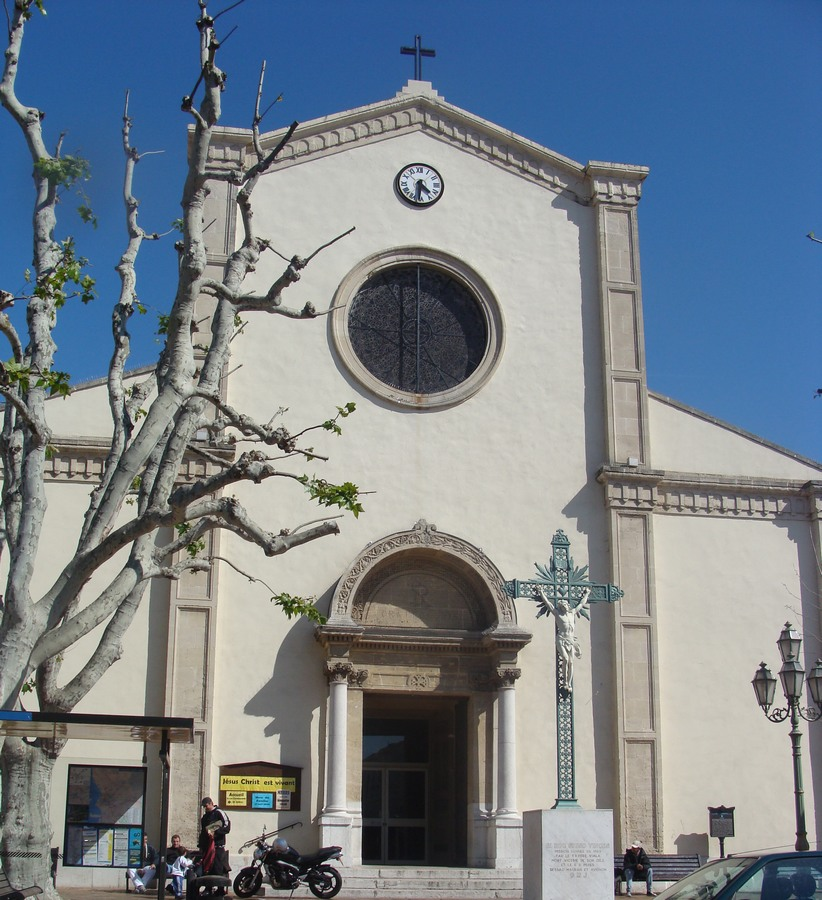
Paroisse de Mazargues, dans le 9e arrondissement de Marseille, confiée en 1978.
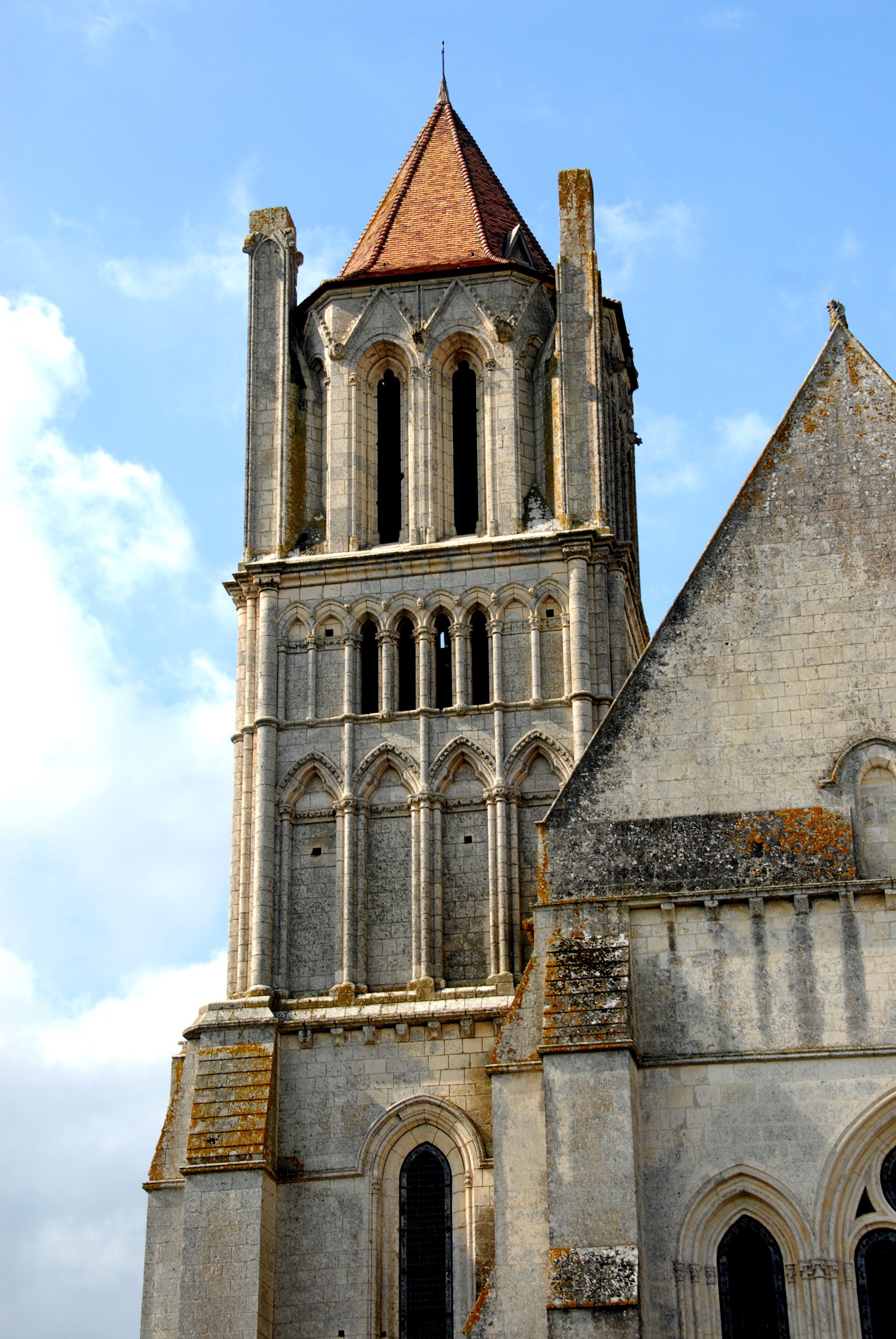
Abbaye Notre-Dame de Sablonceaux dans le diocèse de la Rochelle, confiée en 1986.
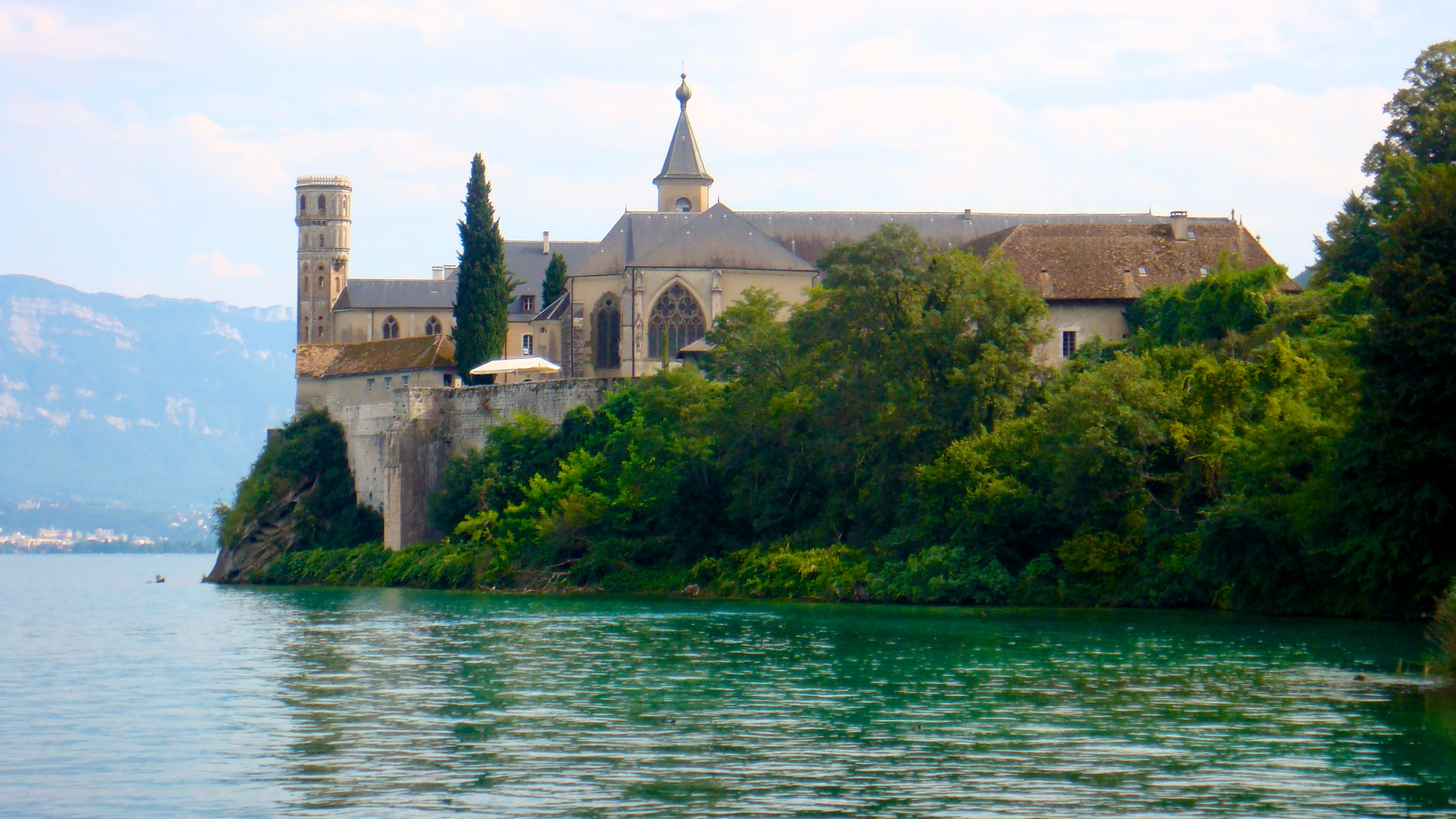
Abbaye d'Hautecombe, dans le diocèse de Chambéry, confiée en 1992.
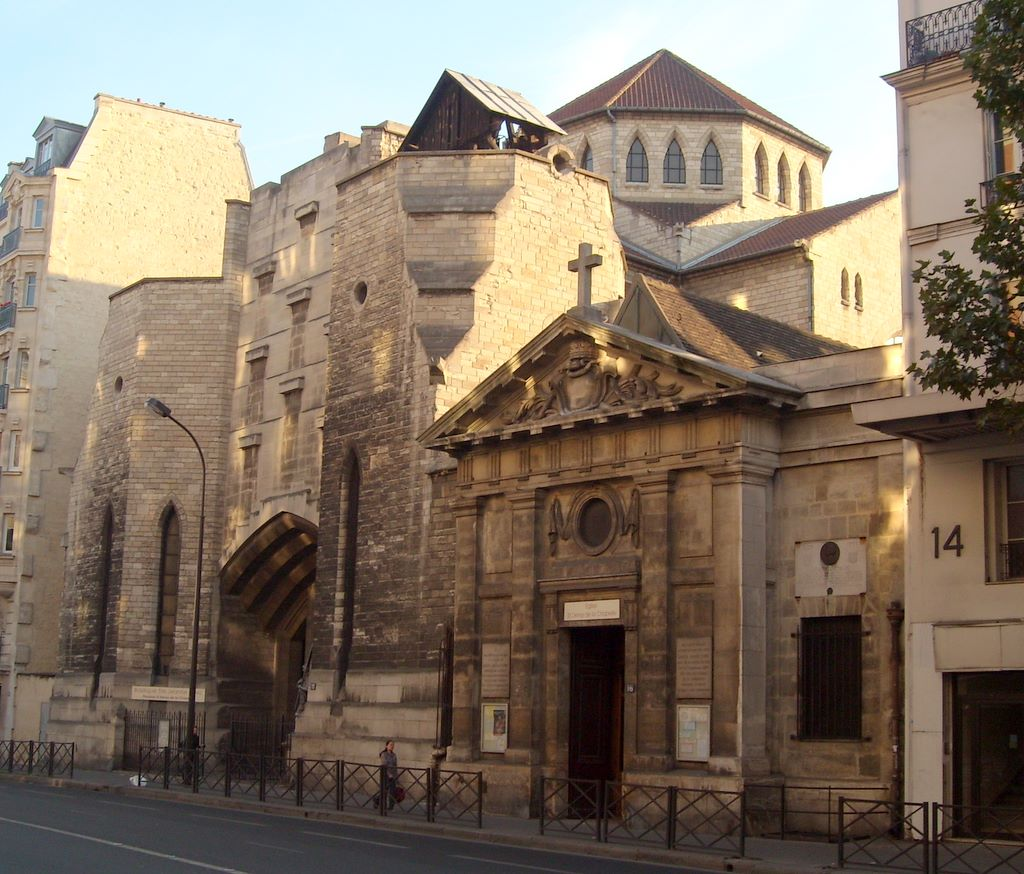
Paroisse Saint-Denys-de-la-Chapelle à Paris, confiée en 1995.
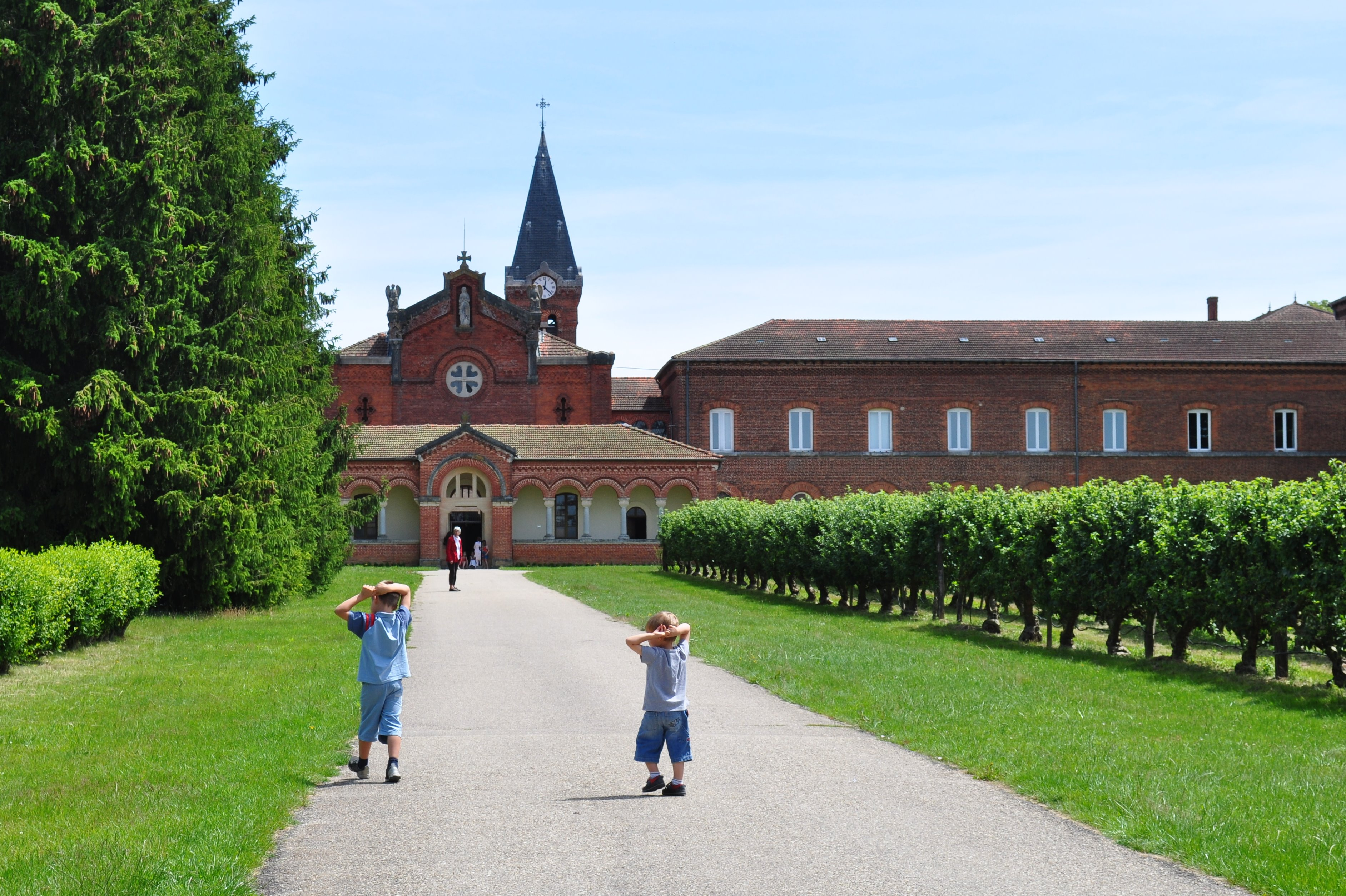
Abbaye Notre-Dame-des-Dombes, donnée au Chemin Neuf en 2001.
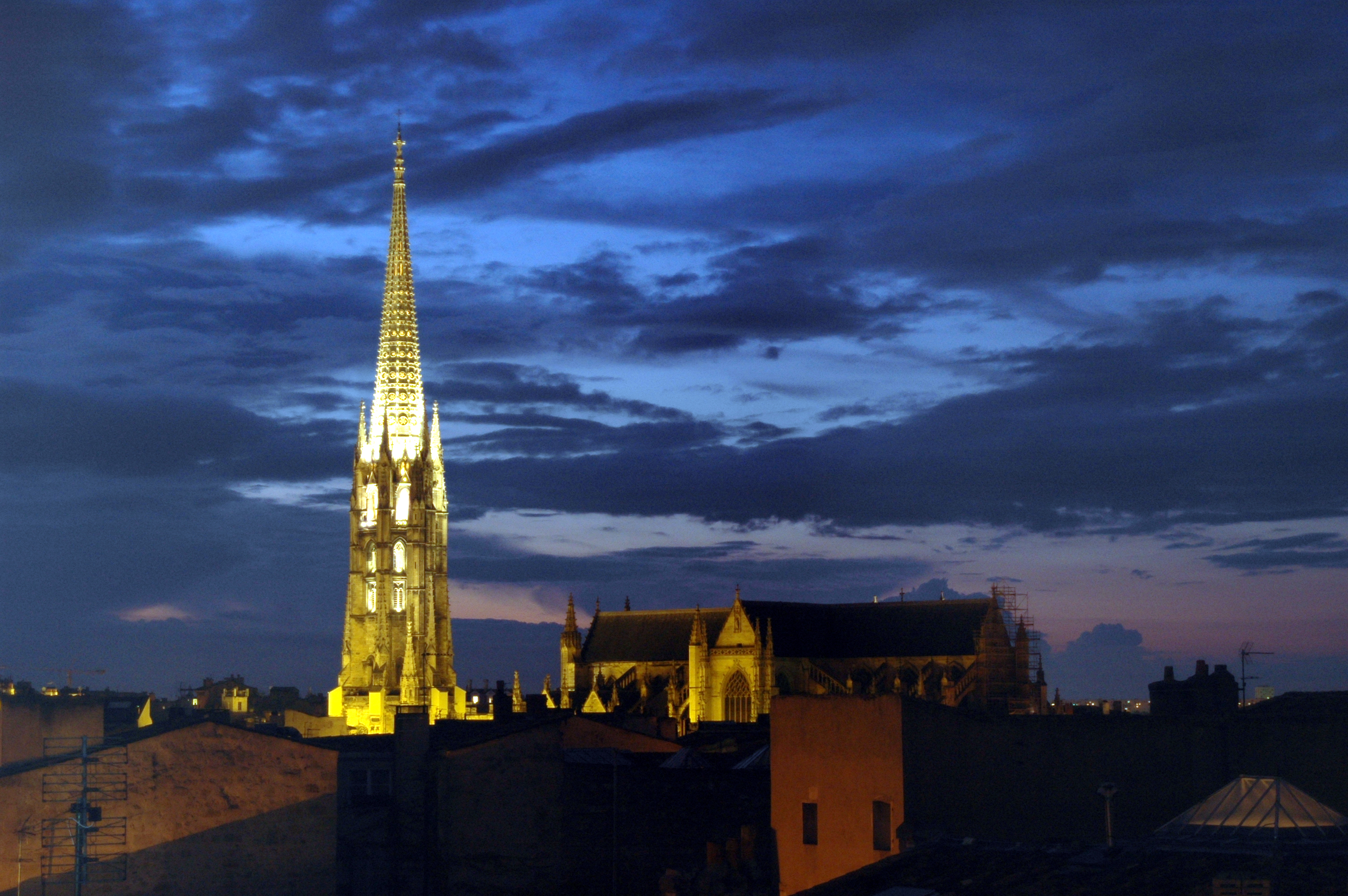
Basilique Saint-Michel de Bordeaux, un des édifices du secteur paroissial du Port, confié en 2009 au Chemin Neuf.
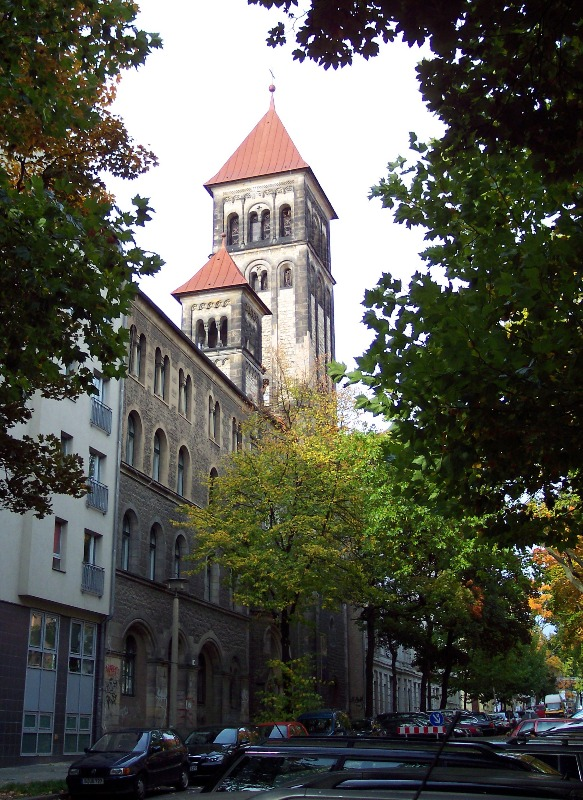
Église Herz Jesu, à Berlin, dans le quartier de Prenzlauer Berg.
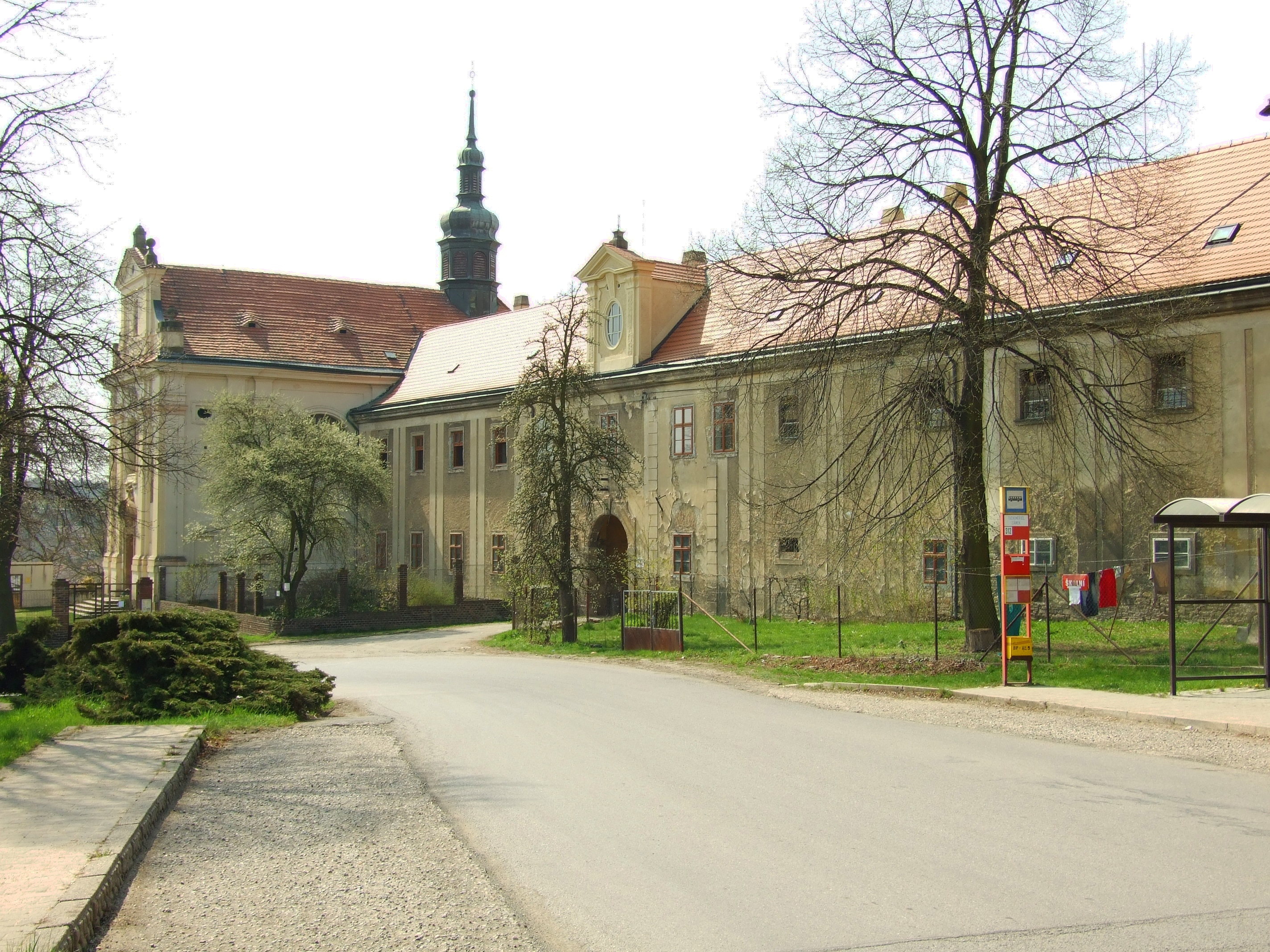
Monastère de Tuchoměřice, en banlieue ouest de Prague, confié en 1998.
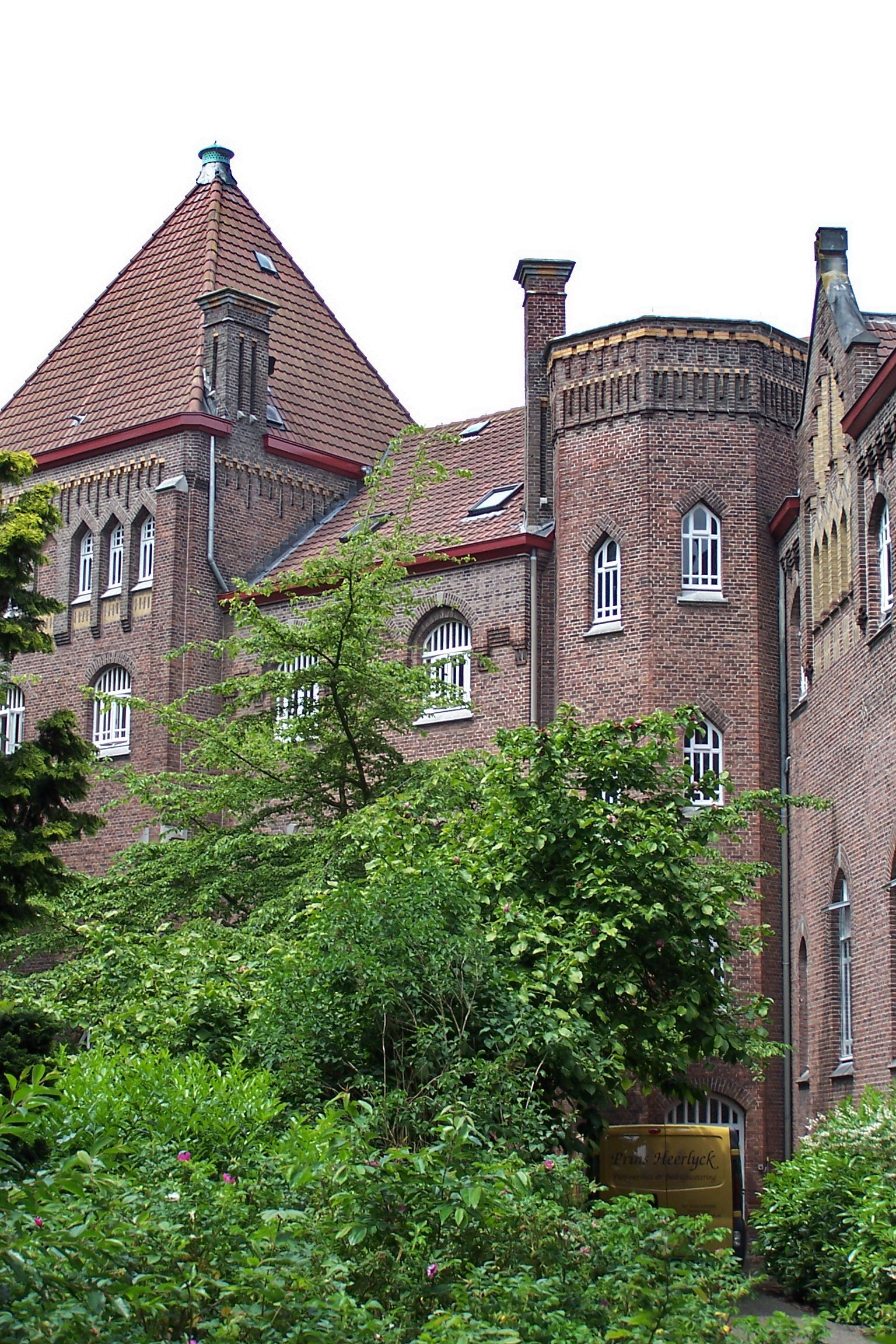
Abbaye Saint-Paul d'Oosterhout dans la province de Brabant-Septentrional aux Pays-Bas, confiée en 2006.
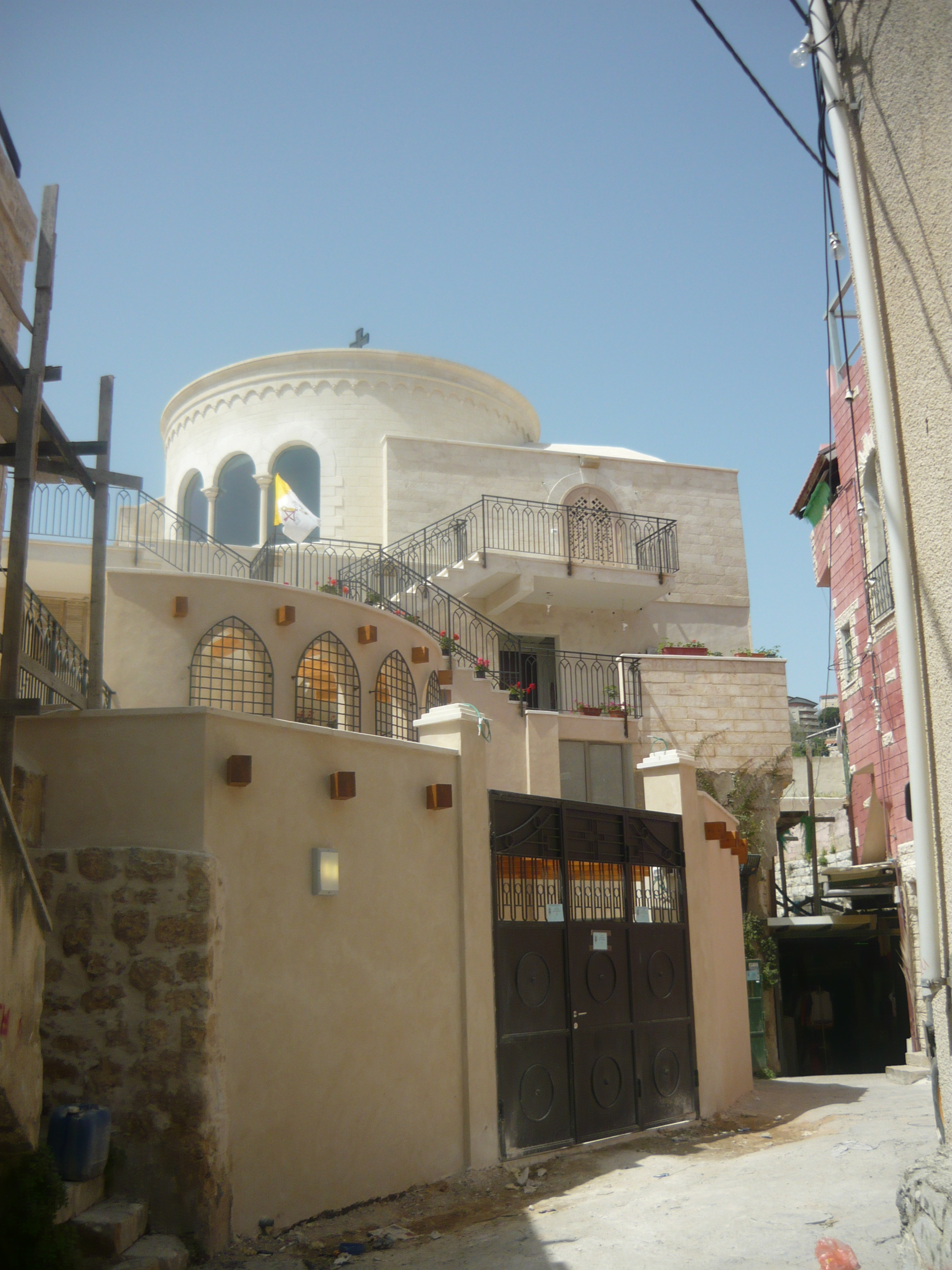
Centre international « Marie de Nazareth » inauguré et confié au Chemin Neuf en 2011.
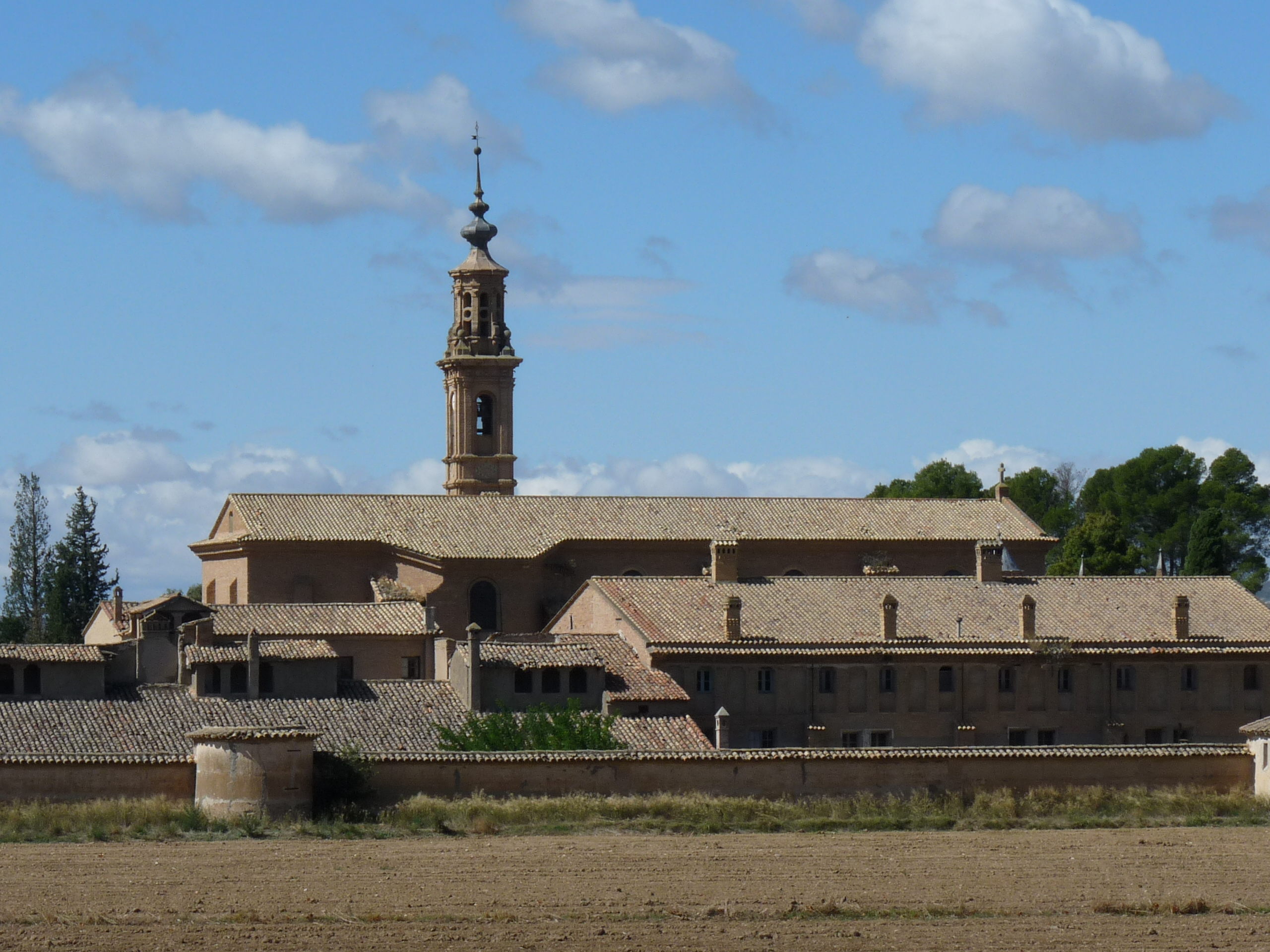
Chartreuse d'Aula Dei, à proximité de Saragosse, confiée en 2012.
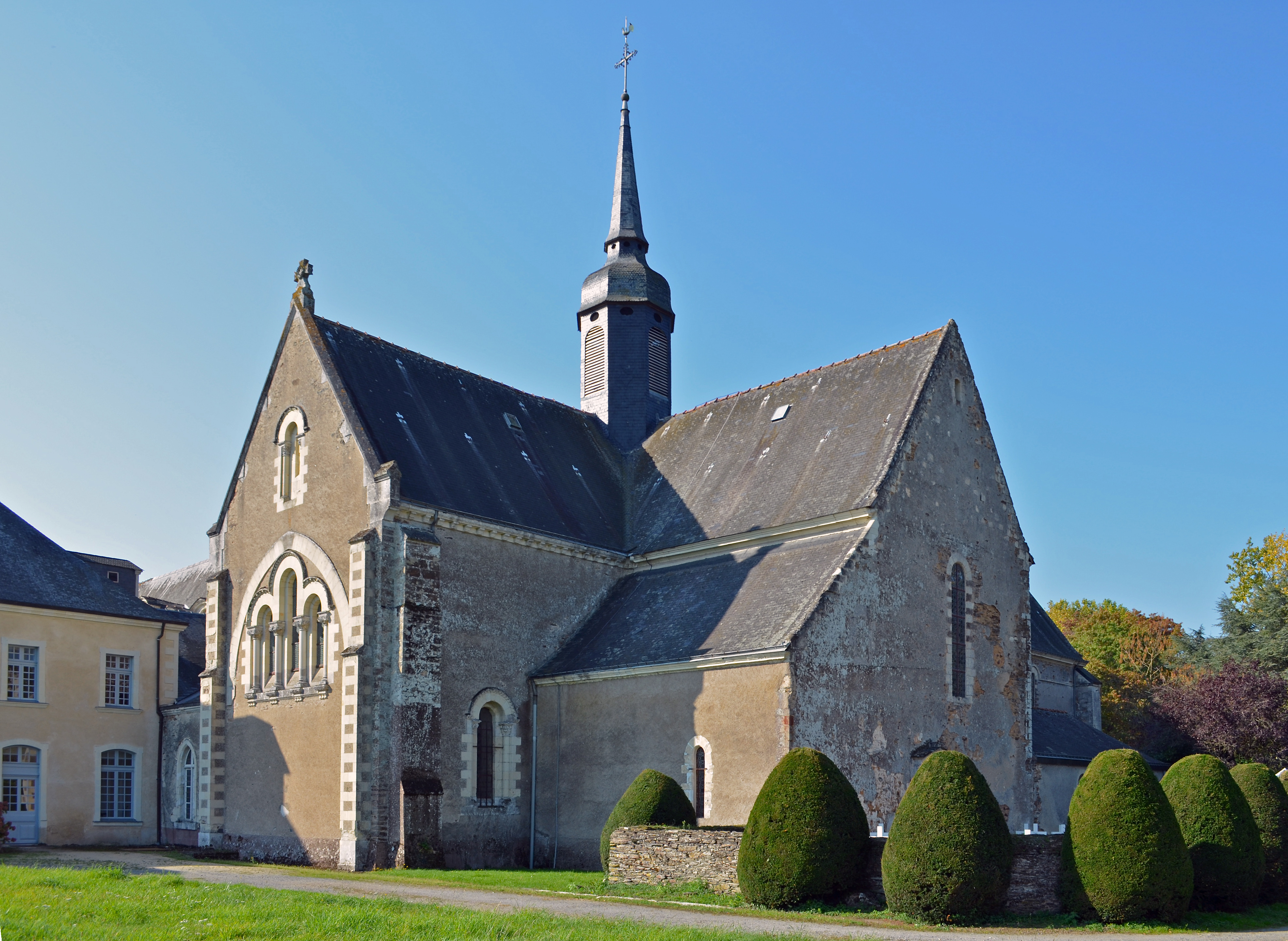
Abbaye Notre-Dame de Melleray, à proximité de Nantes, confiée en 2016.

## Productions

### Revue
De 1975 à janvier 2004, la communauté du Chemin Neuf publie la revue Tychique  (ISSN 0152-576X), dont la diffusion se veut plus large que le seul cercle des communautaires et sympathisants (trois mille abonnés en 1987), et proposer une « formation au service des groupes de prière et communautés du Renouveau charismatique ». En janvier 2004 cette revue devient FOI.

### Œuvres littéraires
La communauté compte trois prêtres ayant écrit des ouvrages “grand public”.
C'est notamment le cas de Philippe Berger, guitariste et amateur de rock. Son ouvrage Bâtir sur le rock est une tentative de comprendre les interactions entre la musique rock et la recherche de Dieu. Son point de vue a ensuite été repris et approfondi par le père Robert Culat.
Un autre prêtre, Arnaud Goma, s'est notamment interrogé sur la perception d'un point de vue chrétien de la série Harry Potter : son ouvrage Force et puissance de Harry tente de montrer les éléments convergents du kérygme chrétien et de l'action développée par J. K. Rowling[pas clair].
Faisant le constat de la faible prévalence du christianisme dans sa paroisse populaire de l'Isère, Stéphane Simon a écrit plusieurs romans cherchant à aller à la rencontre de ses non-paroissiens[pas clair].

### Œuvres picturales
En 2002, Kaspars et Ruta Poikans, couple d'artistes lettons formés au monastère de la Miroja, ouvrent à l'abbaye des Dombes l'Atelier Saint-Luc qui fabrique des icônes. En 2016, Kaspars et Ruta Poikans signent avec la psychanalyste lyonnaise Colette Combe un ouvrage, L’Icône par la porte du rêve.

### Productions audiovisuelles
Le réseau Net for God, créé et animé par la communauté, est structuré par la création et la diffusion mensuelles d'un film documentaire constituant un enseignement et un témoignage. Ce film de formation est un support pour ce réseau de prière implanté dans 80 pays. Les films, lancés à partir de l'année 2000-2001, sont librement téléchargeables depuis octobre 2004, et traduits en vingt-six langues,.
Afin d'améliorer la qualité de ses vidéos ainsi que pour former une équipe renouvelée et plus internationale, le Chemin Neuf a lancé en septembre 2015 une Media school qui travaille sur les films tout en se formant aux outils audiovisuels et à la vie communautaire.

### Productions alimentaires
Lors de la transmission de l'abbaye des Dombes, le Chemin Neuf s'est vu proposer la reprise de la ferme qu'avaient bâtie les moines trappistes. Cela a entraîné la création des Ateliers du Chemin Neuf afin de distribuer notamment les produits de la ferme,.